# بيلا فارادي
بيلا فارادي (بالمجرية: Várady Béla)‏ (مواليد 12 أبريل 1953) هو لاعب كرة قدم. يلعب مع منتخب المجر لكرة القدم. سبق له أن لعب في كأس العالم لكرة القدم مع منتخب بلاده.

## روابط خارجية
- بيلا فارادي على موقع الاتحاد الدولي (مؤرشف)  (الإنجليزية)
- بيلا فارادي على موقع الاتحاد الأوربي (الإنجليزية)
- بيلا فارادي على موقع قاعدة بيانات كرة القدم.إي يو (الإنجليزية)
- بيلا فارادي على موقع ناشيونال فوتبول تيمز (الإنجليزية)
- بيلا فارادي على موقع عالم كرة القدم.نت (الإنجليزية)
- بيلا فارادي على موقع أوليمبيديا (الإنجليزية)